# Голяма Шилерова награда
„Голямата Шилерова награда“ (на немски: Grosser Schillerpreis) на Швейцарската фондация „Шилер“ е швейцарска литературна награда. Присъжда се от 1920 до 2012 г. на неравномерни периоди и от 1988 г. е с размер на 30 000 швейцарски франка. С Голямата Шилерова награда се отличава жизненото дело на швейцарски писатели от всичките четири езикови общности, чието творчество се откроява в рамките на швейцарската литература.
През 2012 г. Голямата Шилерова награда се присъжда за последен път; заменена е от Швейцарски литературни награди, сред тях Grand Prix Literatur, които Федерацията присъжда след 2012/13 г.
Както преди Швейцарската фондация „Шилер“ присъжда отличия за цялостно творческо дело и за отделни творби, а също поощрителни награди, различни според четирите швейцарски езикови области.

## Носители на наградата (подбор)
- Карл Спителер (1920)
- Шарл-Фердинан Рамю (1936)
- Фридрих Дюренмат (1960)
- Петер Биксел (1964)
- Макс Фриш (1973)
- Хуго Льочер (1992)
- Ерика Буркарт (2005)
- Филип Жакоте (2010)
- Петер Биксел (2012)